# Siglo XX (Bergwerk)
Koordinaten: 18° 25′ 0″ S, 66° 38′ 0″ W

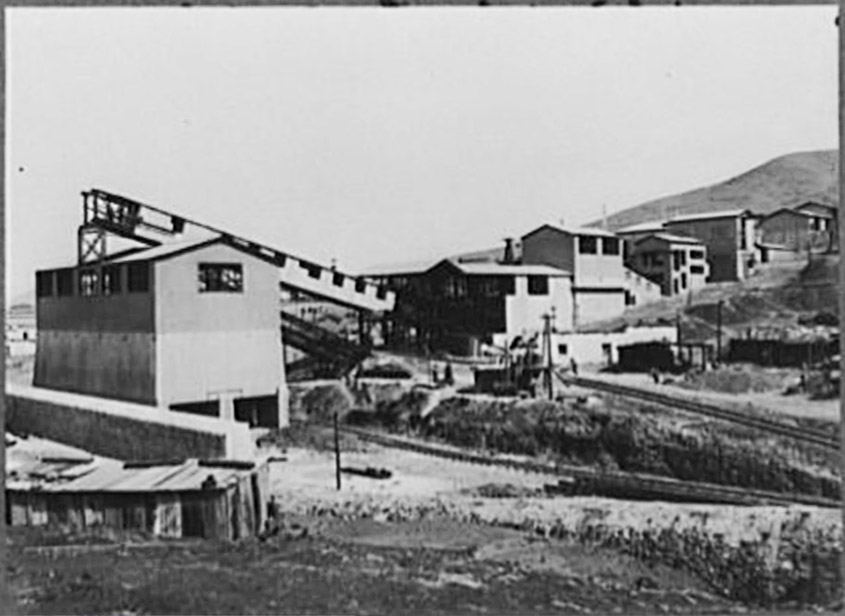
Siglo XX in den 1940ern

Siglo XX (deutsch: 20. Jahrhundert, ausgesprochen: "Siglo Veinte") ist ein bolivianisches Zinn-Bergwerk. Es liegt am Rand der Stadt Llallagua in der Provinz Rafael Bustillo im Departamento Potosí. Es war wiederholt Schauplatz von Arbeitskämpfen und viele der Bergarbeiter waren aktive Mitglieder der bolivianischen Bergarbeiter-Gewerkschaft Federación Sindical de Trabajadores Mineros de Bolivia (FSTMB). Die Grube Siglo XX bildet zusammen mit der Zinnhütte Catavi einen zusammenhängenden Bergbau- und Verarbeitungskomplex. Die Bergleute wohnen seit ihrer Gründung in der Bergarbeiterstadt Siglo XX.

## Geschichte
Das Bergwerk wurde in den 1910er Jahren vom „Zinnkönig“ Simón I. Patiño erworben.
Im Zuge der nationalen bolivianischen Revolution von 1952 unter Víctor Paz Estenssoro wurde das Bergwerk verstaatlicht, nachdem die Movimiento Nacionalista Revolucionario (MNR) die bestehende Militärjunta vertrieben hatte. Siglo XX und andere Gruben wurden der Kontrolle der neuen Staatsagentur Corporación Minera de Bolivia (COMIBOL) unterstellt und der Catavi-Siglo-XX-Komplex bildete innerhalb der COMIBOL die größte Einheit.

### Massaker von 1967
Am Johannistag, dem 24. Juni 1967, griff die bolivianische Armee ein auf dem Bergwerksgelände errichtetes Bergarbeiterlager an. Es gab etwa 100 Tote.

### Stilllegung
Im Jahr 1987 wurde Siglo XX stillgelegt. Dies war eine Folge eines Wirtschaftsstrukturabkommens mit dem Internationalen Währungsfonds und der Weltbank.